# Graafschapspad
Het Graafschapspad (SP 8) is een streekpad met een lengte van 126 kilometer door de Achterhoek. De route is in beide richtingen met geel-rode tekens gemarkeerd en in een gidsje beschreven. Het pad wordt beheerd door Wandelnet.
Zoals bij streekpaden gebruikelijk is het een rondwandeling. De beschrijving begint bij station Zutphen. De route loopt vrijwel steeds door een open gebied (coulisselandschap). via Almen en Laren naar Lochem. Via Barchem wordt Ruurlo bereikt. Langs Mariënvelde en Halle wordt Doetinchem bereikt, waarna langs Laag-Keppel en Hoog-Keppel, Doesburg aangedaan wordt. Hierna gaat de route langs de IJssel naar Steenderen, waar per veer de IJssel wordt overgestoken. Langs de linkeroever van de IJssel gaat de route weer terug naar Zutphen.
Te Laren en Doetinchem kruist de route het Pieterpad (deel II), te Doesburg en Brummen het Hanzestedenpad, en te Brummen en Ruurlo het Trekvogelpad.

## Afbeeldingen

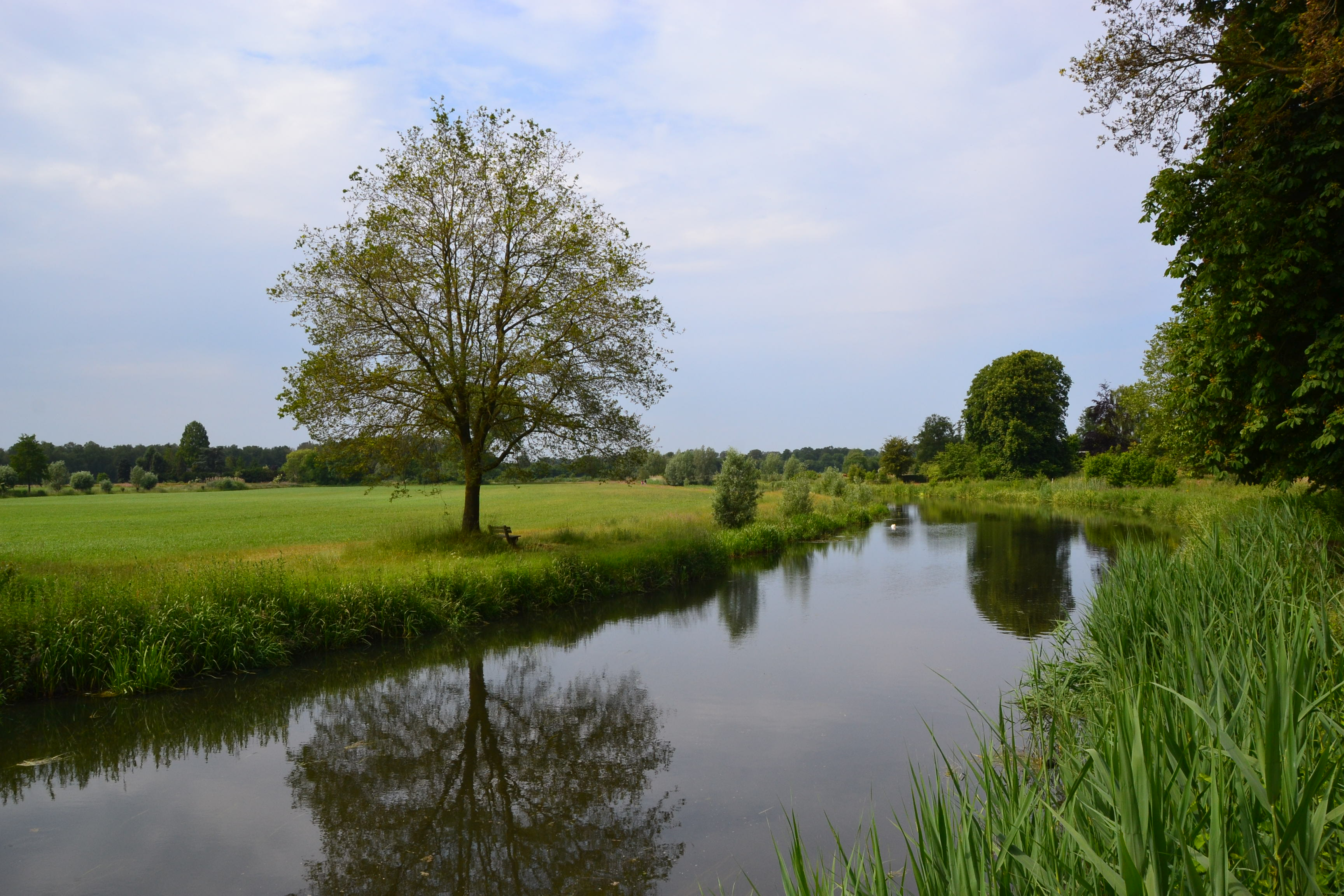
De Berkel bij de Spitholterbrug ten zuiden van Almen
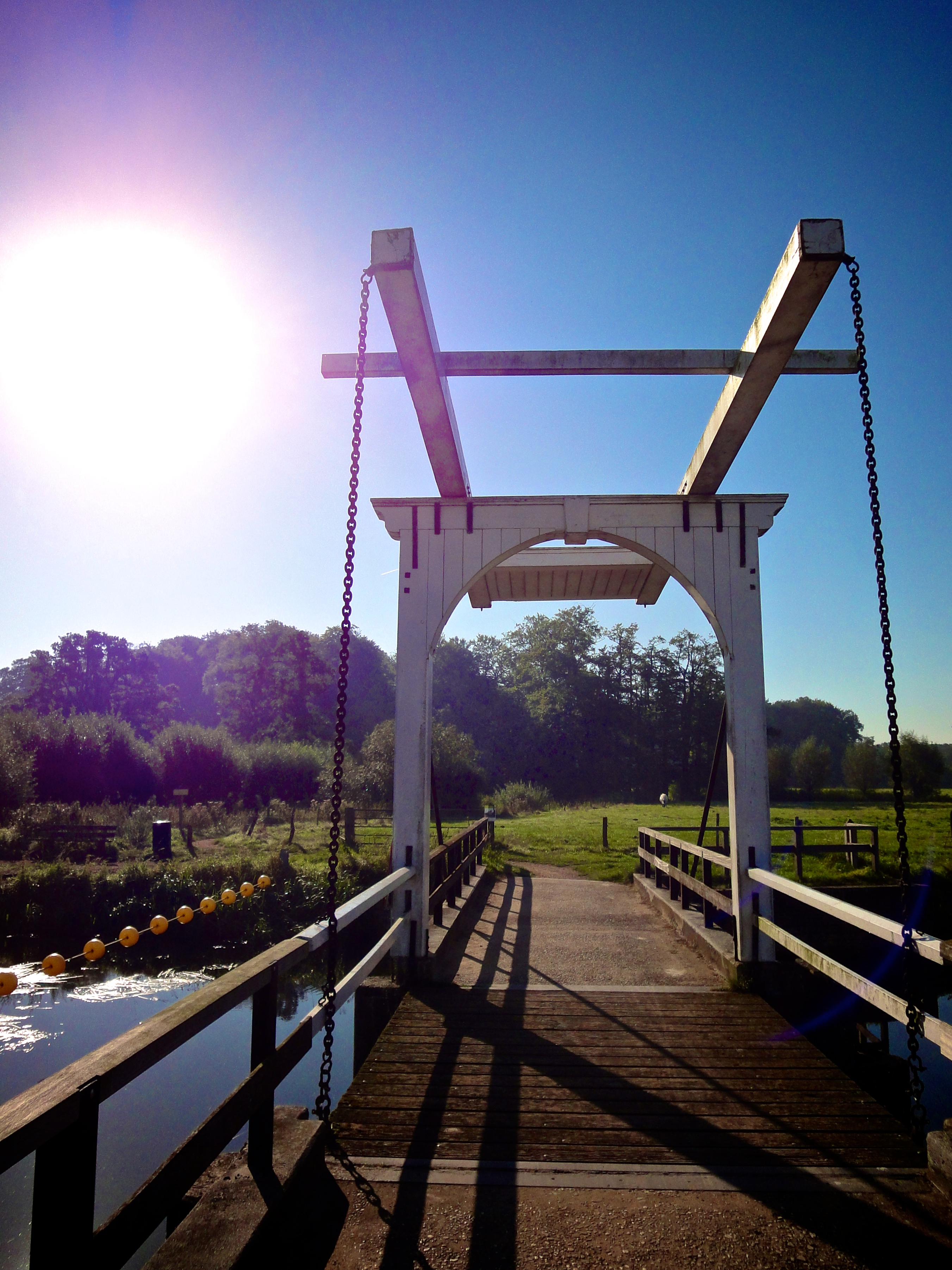
Bruggetje over de Berkel ten oosten van Almen
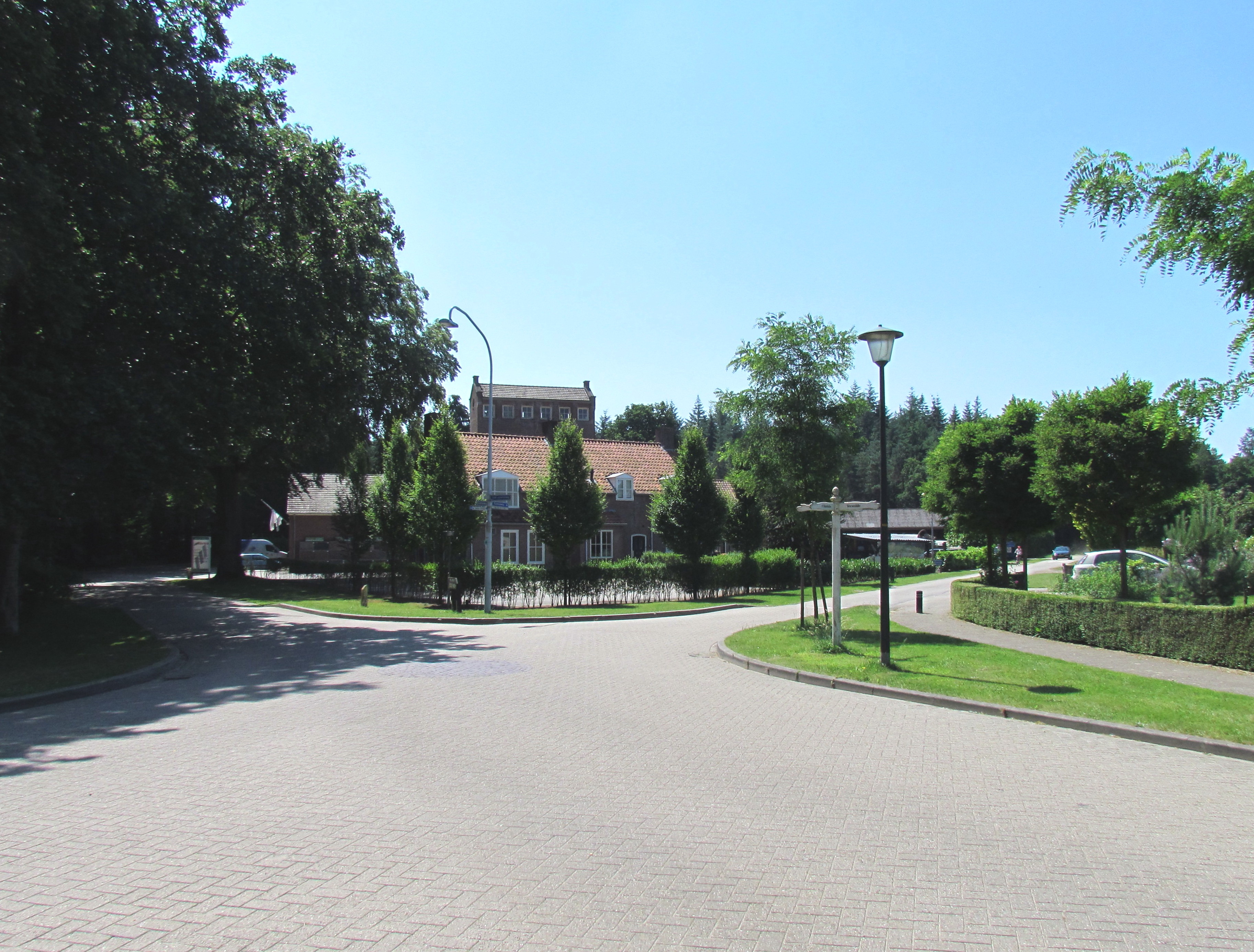
Handwijzer in Exel
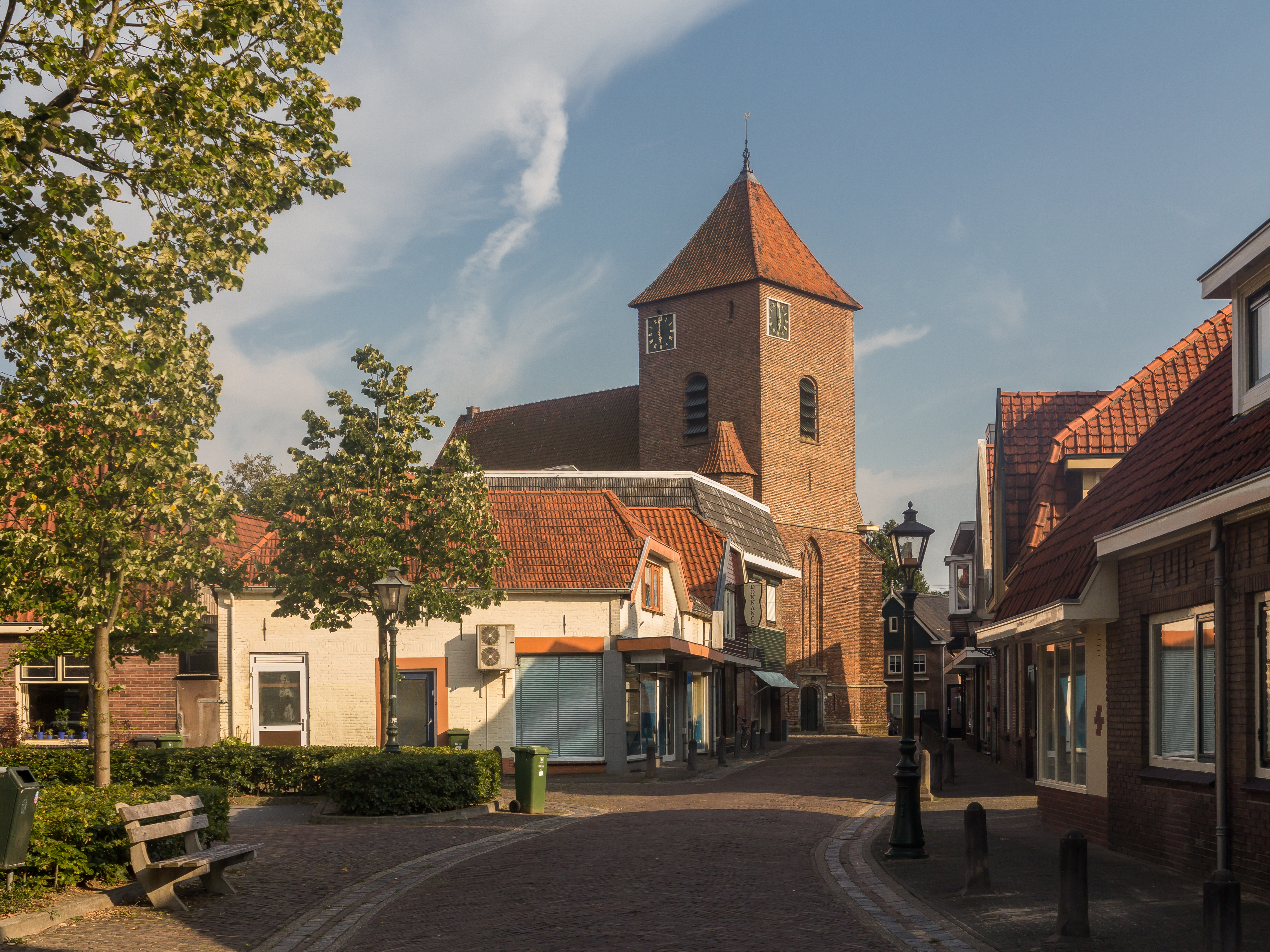
Joriskerk, Borculo
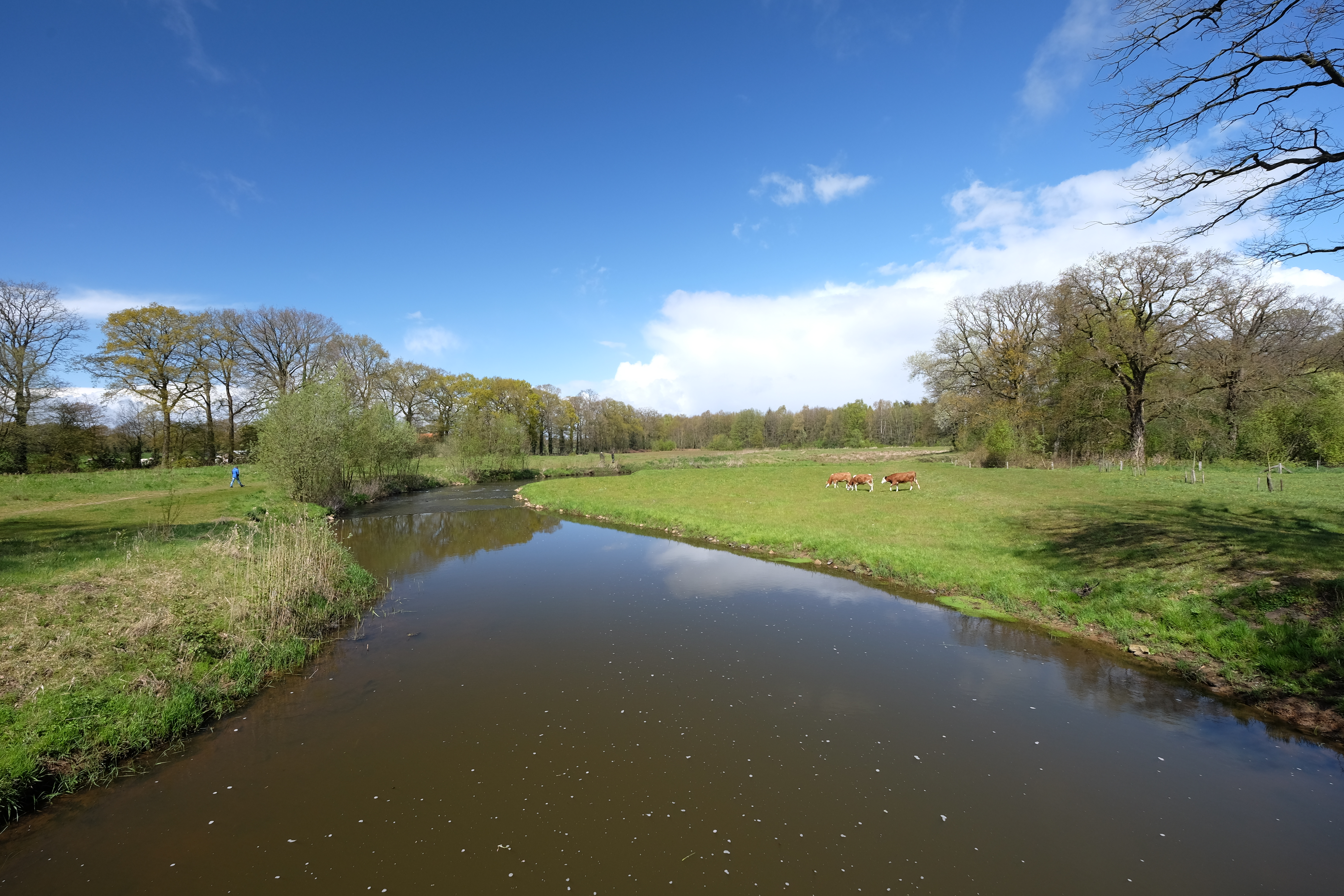
Groenlose Slinge bij Borculo
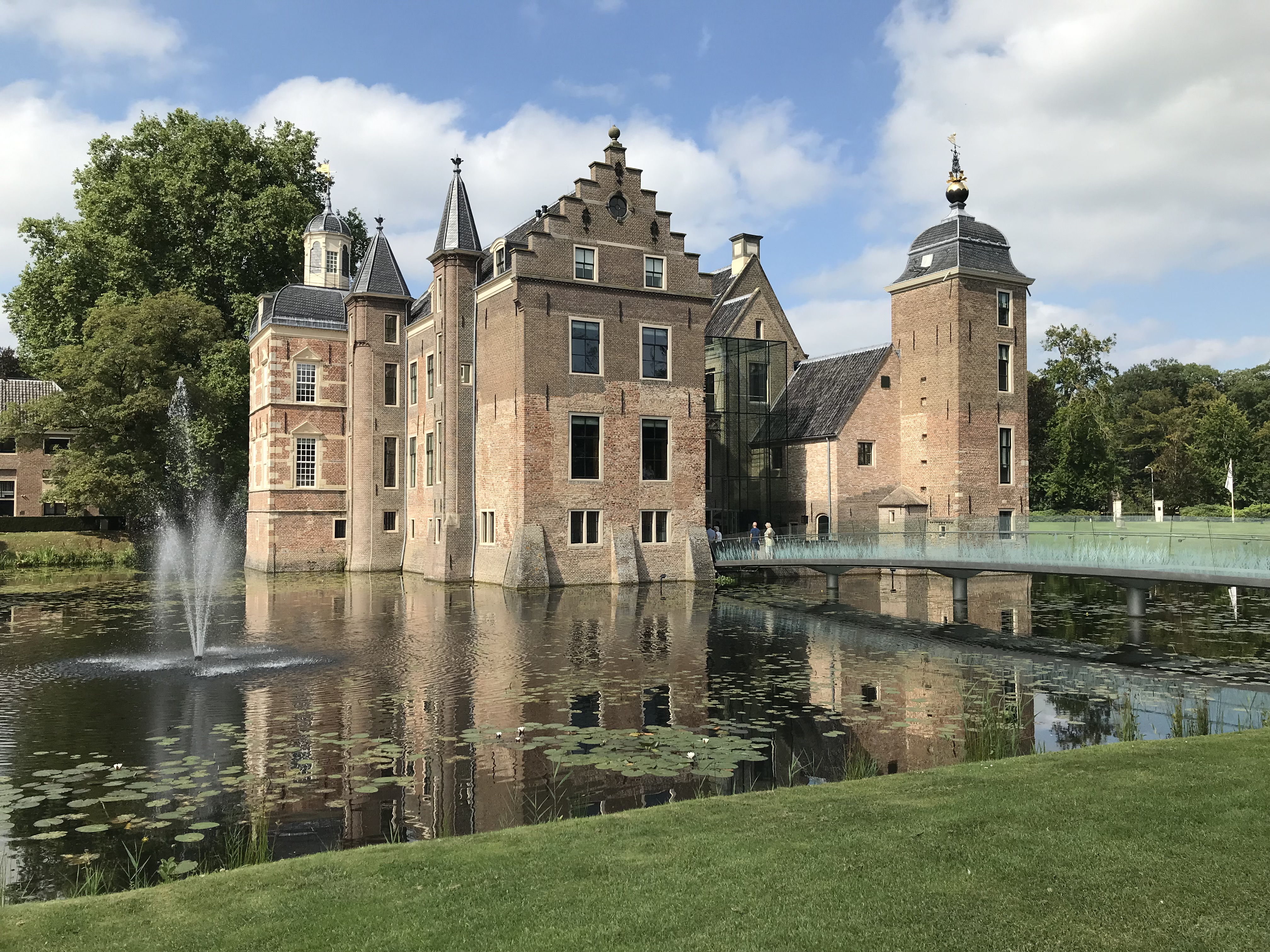
Kasteel Ruurlo
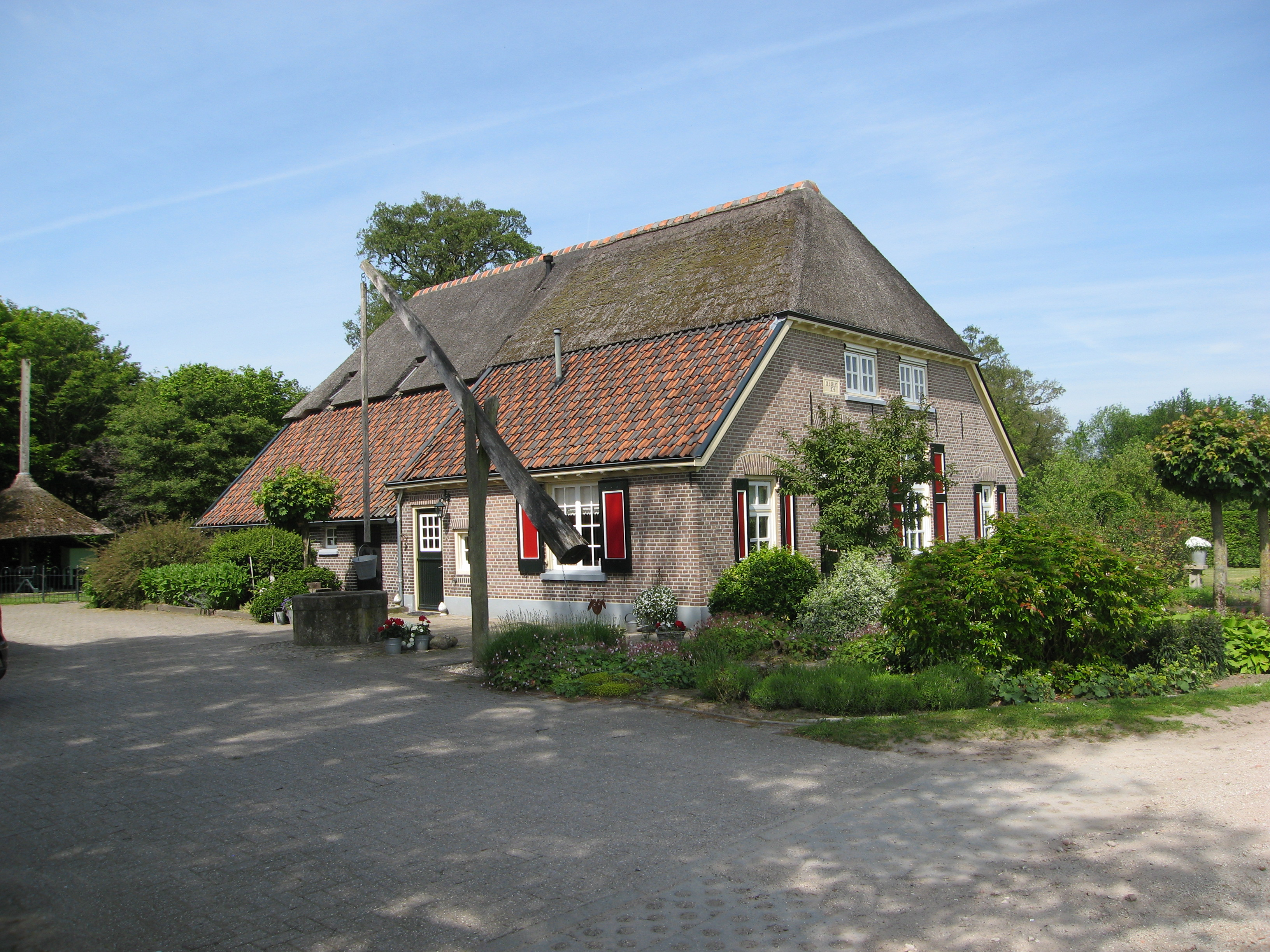
Boerderij in Ruurlo
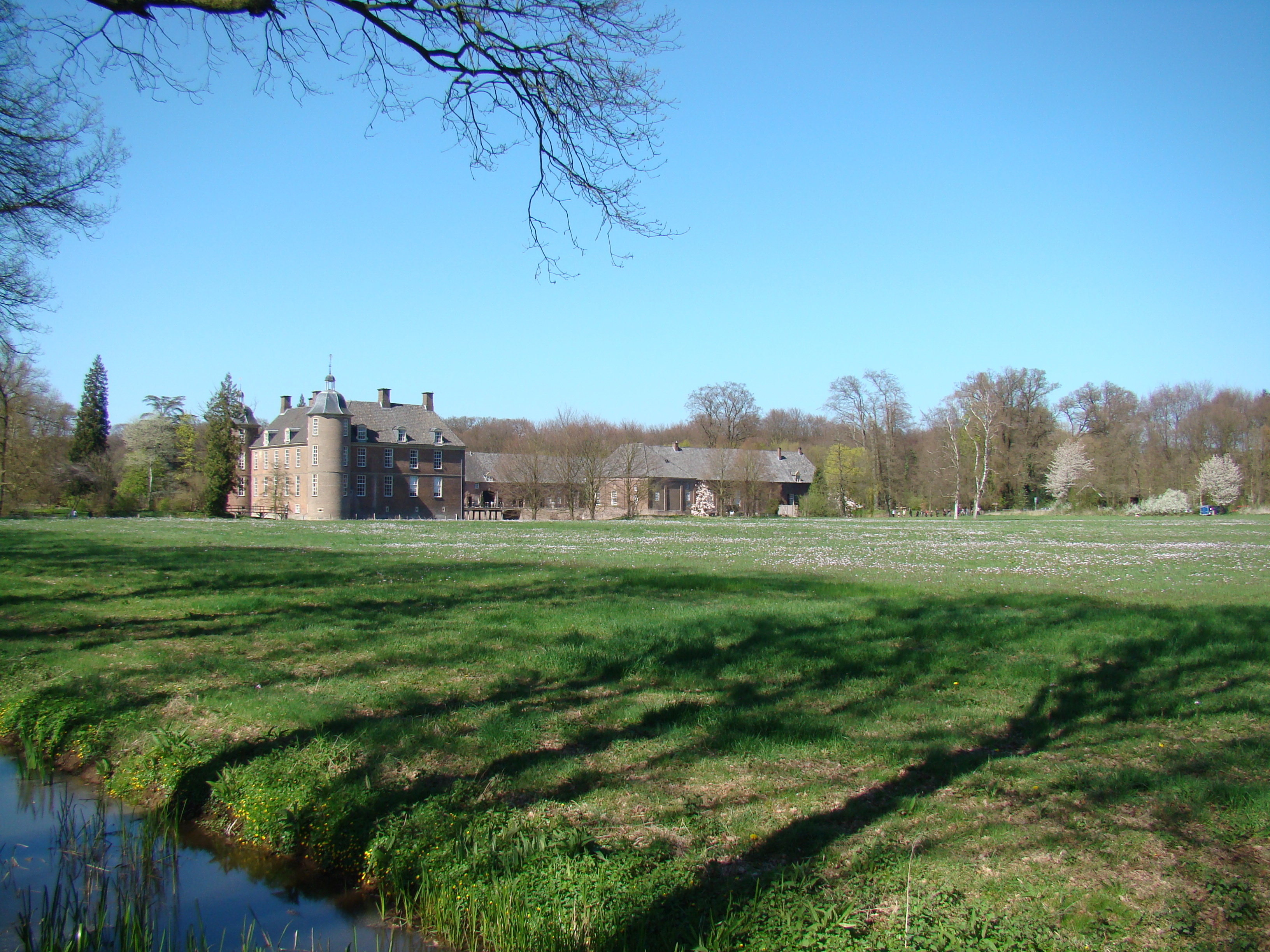
Landgoed Slangenburg
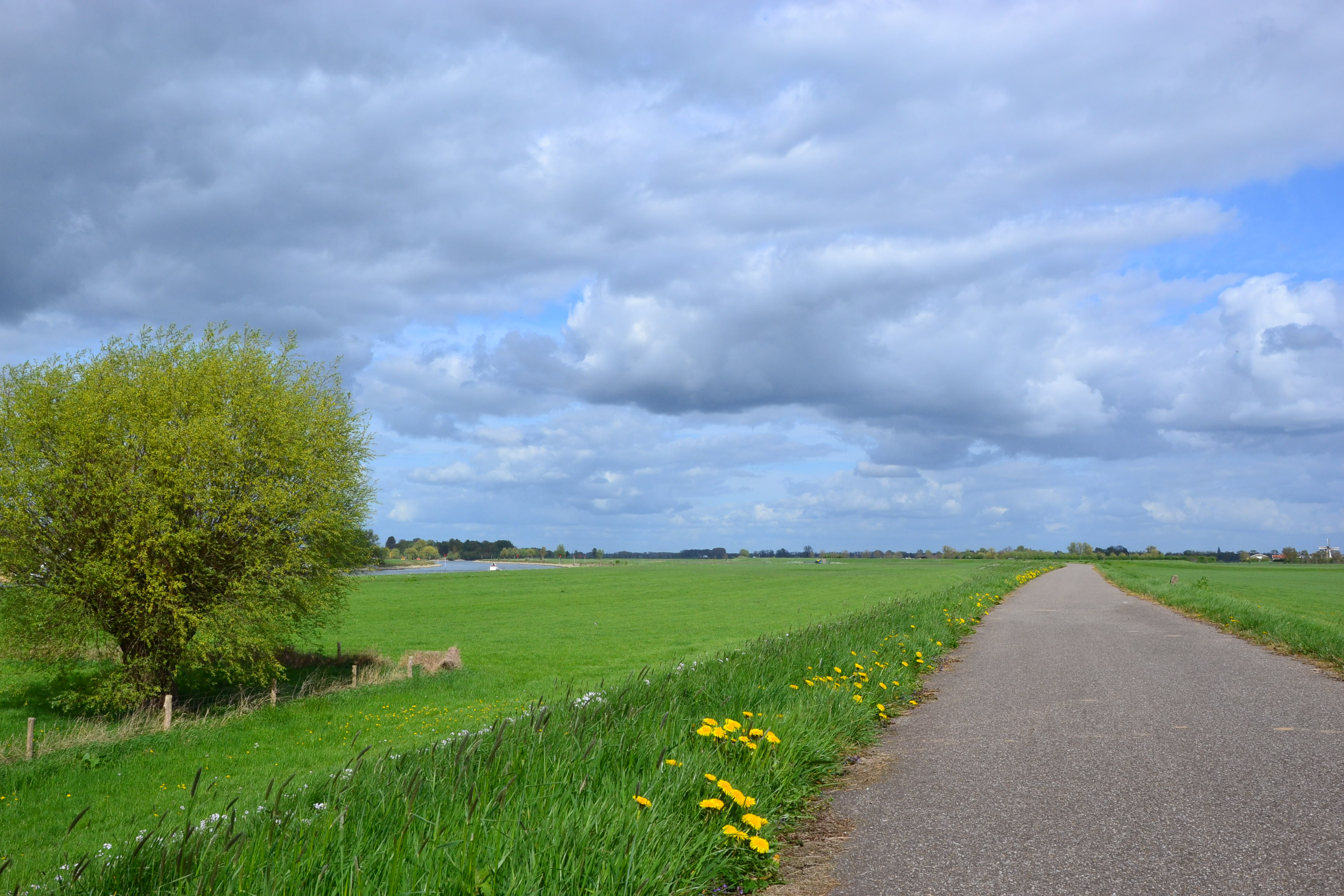
Bij Olburgen